# Madonna del Parto (Antonio Veneziano)
La Madonna del Parto è un dipinto del pittore Antonio Veneziano realizzato nel  XIV secolo e conservato nella Pieve di San Lorenzo nel comune di Pontassieve.

## Storia
Una celebrazione in onore di questa rappresentazione della  Madonna avvenne nel 1723 per ringraziarla di aver protetto la comunità dalla peste.

## Descrizione e stile
Il dipinto raffigura, nella parte centrale, Maria in stato di gravidanza prima di dare alla luce Gesù Bambino. 
Maria è seduta in un cuscino rosso, il suo volto, con i capelli intrecciati, è rivolto al libro per leggerlo che  è retto con la mano destra. La mano sinistra posa nel suo ventre prima di dare alla luce Gesù Bambino. Veste di rosso avvolto in un mantello blu. 
È circondata a destra e sinistra di due vasi di gligli, simbolo della sua verginità e purezza.
Due piccole figure in orazione sono poste in proporzioni gerarchiche  sono presenti nei due angoli laterali del dipinto.
Lo sfondo è circondato da oro.